# Мерілін Корсон
Мерілін Корсон (англ. Marilyn Corson, 6 червня 1950) — канадська плавчиня.
Призерка Олімпійських Ігор 1968 року, учасниця 1972 року.
Призерка Панамериканських ігор 1967 року.